# Leaf River, Illinois
Leaf River là một làng thuộc quận Ogle, tiểu bang Illinois, Hoa Kỳ. Năm 2010, dân số của làng này là 443 người.

## Dân số
Dân số qua các năm:
- Năm 2000: 555 người.
- Năm 2010: 443 người.